# Operation Hormuz
Operation Hormuz è un videogioco sparatutto di combattimento aereo pubblicato nel 1989 per i computer Amstrad CPC, Atari ST, Commodore 64, MS-DOS e ZX Spectrum. Fu il primo titolo pubblicato dalla Again Again, un marchio del produttore britannico Alternative Software/Tiger Developments. In Nordamerica venne pubblicato con il titolo Harrier 7 dalla Avantage Software, etichetta a basso costo della Accolade, per Commodore 64 e MS-DOS. Venne sviluppato dalla Durell Software e ha somiglianze con altri titoli della Durell, Harrier Attack e Spitfire.

## Modalità di gioco
Il giocatore pilota un McDonnell Douglas VTOL statunitense in missione sullo Stretto di Hormuz contro un imprecisato esercito nemico che sta minacciando i pozzi petroliferi da sette basi missilistiche. 
L'area di gioco è a scorrimento libero in orizzontale e, se si cambia altitudine, in verticale. L'aereo del giocatore decolla da una portaerei, in una zona di mare con piattaforme petrolifere, e deve raggiungere e distruggere i sili delle basi nemiche a terra. Il particolare sistema di controllo prevede i comandi direzionali su/giù per cambiare quota rollando e rimanendo orizzontali, e destra/sinistra per inclinare l'aereo verso l'alto o verso il basso a 360°. Le armi a disposizione sono mitragliatrici frontali, bombe, missili autoguidati antiaereo e antinave. Si possono inoltre sganciare flare per ingannare i missili autoguidati avversari.
Il nemico attacca continuamente con caccia MiG-21 e con navi dotate di contraerea. Raggiunta la terraferma si affronta la contraerea delle basi. Si devono evitare gli ostacoli a bassa quota, mentre non è possibile sbattere contro la terra o il mare perché l'aereo li evita automaticamente. Si deve proteggere anche la propria portaerei dai missili Exocet, che il nemico lancia periodicamente e devono essere intercettati al volo. Ogni volta che la portaerei viene colpita si perde uno degli aerei di riserva ovvero una vita, e infine affonda la portaerei stessa.
Una volta distrutta una base è necessario, o è possibile quando lo si desidera, ritornare alla portaerei per rifornirsi di carburante e munizioni e per riparare i danni. L'atterraggio avviene con pilota automatico quando ci si avvicina. Il pannello informativo sotto la visuale contiene tra l'altro un radar dei bersagli in avvicinamento e un'area messaggi che avvisa ad esempio dell'arrivo di un Exocet o di un missile da fermare con i flare. Si può mettere il gioco in pausa visualizzando la mappa del golfo e del progresso fatto.